# Мореплавания Солнышкина (цикл)
«Мореплавания Солнышкина» — цикл, серия книг Виталия Коржикова для детей и подростков, описывающих приключения Алексея Солнышкина и его друзей на море. Книги цикла писались автором на протяжении нескольких десятилетий, начиная с 1967 года (повесть «Весёлое мореплавание Солнышкина») и заканчивая 2004 годом (повесть «Солнышкин, его друзья и девочка в тельняшке»).
Цикл создавался в реалистическом ключе, тем не менее Виталий Коржиков использовал в своих произведениях и условно фантастические элементы (кит, помогающий радисту Перчикову добраться до своего парохода, дрессированные медведи, драящие палубу как заправские матросы («Весёлое мореплавание Солнышкина»), и чисто фантастические (нарисованный очаг, согревающий зимовщиков, робот Морячок («Ледовые приключения Плавали-Знаем»)).
Оформлением цикла занимались многие художники, первые издания иллюстрировались Генрихом Вальком.

## Сюжет
Повесть «Веселое мореплавание Солнышкина» (1966) рассказывает о первом морском путешествии Солнышкина. Алексей Солнышкин уезжает из деревни в сибирской тайге, где его воспитывала бабушка Анна Николаевна, чтобы поступить в училище. Вместо этого он приезжает в Океанск (город, прообразом которого является Владивосток), надеясь поступить в морскую школу, но не проходит по возрасту («Мал, мал! Подрасти немного!») и становится моряком на судне «Даешь!». В порту он сталкивается с бесшабашным Васькой-бичом, который втягивает его в свою непутевую жизнь и в итоге обирает. Солнышкин ночует в доме старого Робинзона, Мирона Ивановича, и тот знакомит его с Моряковым, капитаном корабля «Даешь!». Перед отплытием заболевшего Морякова заменяет капитан, прозванный Плавали-Знаем, с которым Солнышкин успел поссориться в парикмахерской Океанска. В первом плавании у Солнышкина появляются друзья — радист Перчиков, капитан Моряков, боцман Бурун и враги — артельщик Стёпка, капитан Плавали-Знаем.
Второе плавание Солнышкина — путешествие в Антарктиду — описано в двух повестях «Солнышкин плывёт в Антарктиду» (1969) и «Ледовые приключения Плавали-Знаем» (1981). В Антарктиде Солнышкин героически спасает пингвиненка, а на обратном пути принимает участие в вызволении из ледового плена зимовщиков во главе с капитаном Плавали-Знаем.

## Персонажи
По словам автора, «Повести о Солнышкине биографичны по своему настрою, по тому, как герой знакомится с миром… Но у каждого персонажа есть конкретный прототип».

### Алексей Солнышкин
Четырнадцатилетний парень, рыжеволосый, веснушчатый. Мечтает о морских приключениях, с готовностью и энтузиазмом берется за любую работу на судне.
Прототипом Солнышкина стал матрос, рассказавший В. Коржикову о том, как он едва не утопил капитана. «Это был паренёк из Алма-Аты, звали его Юра. Весёлый, живой, с головой, крепкой, как крупное алма-атинское яблоко. У него бабушка осталась в Алма-Ате… Оказалось, что мы жили на соседних улицах, когда меня, помороженного, привезли во время войны в Алма-Ату. И это совпадение мне было дорого… Отличный был парень и отличный моряк». В образе Солнышкина есть и черты его младшего сына Алёши, и самого писателя.

### Капитан Моряков
Евгений Дмитриевич Моряков, капитан «Даешь!», высокий и громогласный, знаток морского дела, патриот, с уважением относящийся к своим подчиненным и людям вообще. Увлекается живописью, любит рисовать. Считает Солнышкина прирожденным моряком, даже несмотря на то, что тот его едва не утопил, плохо закрепив трап. Пишет портрет Робинзона, настолько близкий к оригиналу, что его принимают за живого человека.
«Его прототипом стал Евгений Дмитриевич Бессмертный, красавец громадного роста, прошедший все моря».

### Доктор Челкашкин
Аккуратный, педантичный, авторитетный, исполненный чувства собственного достоинства, находчивый врач судна «Даешь!». Челкашкин появляется на пристани минута в минуту к отходу судна, но из-за произвола капитана Плавали-Знаем «Даешь!» отправляется раньше времени и трап уже поднят. Доктор, проявив чудеса ловкости, взбегает на борт судна по канату. Далее он ставит диагноз «корь» Солнышкину, не распознав брызги красной краски на его лице, но он же первым понимает свою ошибку и находит источник краски — пульверизатор боцмана Буруна. После высадки радиста Перчикова на необитаемый остров доктор становится неформальным лидером сопротивления капитану, сдерживая стихийный порыв команды и направляя его в правильное русло, организует ускоренную доставку груза детям Камчатки, чтобы быстрее вернуться к Перчикову. В повести «Солнышкин плывет в Антарктиду» Челкашкин демонстрирует свои навыки гипноза, заставив штурмана Пионерчикова поверить, что тот собака, наказав жадного торговца животными в г. Жюлькипур, а также устраивает сеанс массового гипноза, в результате которого «Даешь!» чуть не гибнет от столкновения с айсбергами, так как вся команда считает, что находится в тропиках.
Прототипом послужил начальник травматологии Тихоокеанского флота Виктор Черкашин, друг Виталия Коржикова.

### Старый Робинзон
Мирон Иванович, прозванный Старым Робинзоном, всю жизнь проработал в порту инспектором пароходства, помогая будущим морякам в их первых шагах в морской жизни. Дарит Солнышкину бронзовый компас, перестающий указывать на север, когда его владелец совершает неправильные поступки. В повести «Солнышкин плывёт в Антарктиду» на некоторое время присоединяется к мистеру Пончу в его кругосветном путешествии на плоту, затем остается в Антарктиде, потому что «каждый в жизни должен доказать что-то интересное».

### Машинист Мишкин
Человек мощного телосложения. Работая в мастерской, Мишкин вытачивает Солнышкину коньки марки «Даешь!».

### Боцман Бурун
Немолодой, грузный, усатый. Конфликтует с радистом Перчиковым по поводу места для антенны. Бурун сушил на этом месте свои любимые тряпки. В конце концов, боцман развесил тряпки прямо на антенне. За это радист изводил боцмана, крутя записи голоса его жены, оставшейся на берегу. С появлением на судне двух медведей проникся к ним такой симпатией, что после выхода на пенсию собрался работать в цирке, выступая с Медведиками. Особенно его впечатлило, как медведи драили палубу. Вообще чистота и хорошее состояние палубы — одна из главных забот Буруна. Вместе с Солнышкиным он неоднократно ее перекрашивал.

### Радист Перчиков
Молодой, энергичный, ответственный друг Солнышкина, поддерживающий его во многих начинаниях и сам постоянно фонтанирующий идеями. Романтик, мечтающий об установлении контакта с внеземными цивилизациями и о полете в космос, реализовавший свою мечту в повести «Там, далеко, под динозавром». За бунт против неумелого руководства капитана Плавали-Знаем Перчиков был под покровом ночи высажен на о. Камбалы, где освободил от алкогольной зависимости местных дельфинов (их приучил таскать бутылки со спиртным с затонувшей баржи местный мужичок Варенец). На «Даешь!» радист вернулся на спине кита, прозванного Землячок. Во время плавания в Антарктиду Перчикова избирают своим вождем туземцы тропического острова — дельфины рассказали им о его героическом поступке на о. Камбалы. В третьей части цикла радист создает робота Морячка.
Образ Перчикова — собирательный, на его создание вдохновили слова радиста судна, на котором плавал Коржиков: «Эх, хорошо бы слетать в космос! Не здесь сигналы принимать, а оттуда их посылать!».

### Капитан Плавали-Знаем
Невежественный и самоуверенный, капитан Плавали-Знаем назначен на место Морякова в первом плавании Солнышкина. У Плавали-Знаем «знаний было с гулькин нос, но важности хватило бы на сто капитанов». В пути он отдает нелепые команды, свидетельствующие о его полной неосведомленности в морском деле, пресекает любые попытки указать на его промахи, с помощью артельщика Стёпки высаживает радиста Перчикова на о. Камбалы, считая его необитаемым. Выносит выговор коку Борщику за то, что, по его мнению, клубы пара от компота стали причиной тумана. В повести «Ледовые приключения Плавали-Знаем» он сажает пароход «Светлячок» на мель и, чтобы замаскировать свою некомпетентность, начинает зимовку во льдах, подражая героям Арктики и мечтая прославиться. Тем не менее, капитан готов красить вместе с матросами палубу, стоять трудную вахту, поделится последним куском, а после бесславной зимовки берется и за учебники.
В. Коржиков рассказывал о рождении этого персонажа: «Мы шли на Америку… Юра (прототип Солнышкина) рассказывал про старшего помощника, с которым плавал однажды. Ему говорят: „Сейчас сядем на мель!“ А он слушать ничего не хочет: „Плавали — знаем! Не учите!“ И судно село на мель. Я оттолкнулся от этого рассказа. У меня этот старший помощник стал капитаном. А потом я вспомнил, что сталкивался с этим человеком во время плавания в Арктику. Капитан нашей „Игарки“ общался по рупору с капитанами других кораблей, и тот орал на весь Северный Ледовитый океан: „Плавали — знаем!“ Всё сошлось. И когда я рассказывал своим ребятам морские истории, в какой-то момент родился на свет Плавали-Знаем».

### Артельщик Стёпка
Артельщик постоянно пытается насолить Солнышкину, выставив его в дурном свете, при этом зачастую сам попадает впросак. Помогает Плавали-Знаем во всех его начинаниях. В путешествии в Антарктиду мечтает о несметных богатствах Индии, куда судно должно зайти для пополнения запасов. Похищает жемчужину, найденную Солнышкиным на коралловом атолле. Пытается тайком сбыть её американцу Хапкинсу. В драке за жемчужину Стёпка и Хапкинс вмерзают в льдину, где их и оставляют до тех пор, когда медицина научится справляться и с такими случаями.
По словам Коржикова, его прототип в жизни был гораздо хуже. «Если у Васьки всё-таки есть широта души, то у Стёпки — только желание пожить за чужой счёт, создать свой Жюлькипур. По торгашеским законам Жюлькипура и собирался жить артельщик».

### Васька-бич
Бездельник, ищущий, чем поживиться, хвастун и враль, постоянно попадающий в глупые ситуации. В повести «Ледовые приключения Плавали-Знаем» является правой рукой капитана в организации зимовки. «Прототипом Васьки-бича был хороший в общем парень, который сначала бичевал, а потом пошёл со мной в грузчики. И неплохо, между прочим, работал! Внешние его повадки неприглядны, но внутри пробивается что-то хорошее».

### Мистер Понч
Эксцентричный американец, в 70 лет в одиночку на плоту пересекающий океан. Прототип — некий миллионер Эрик, с которым Коржиков познакомился в Америке. «Внешность, азарт, уважение к людям, умение делать своё дело — всё это у Понча от мистера Эрика… Когда мы с ним познакомились, ему уже было 70, а он гонял в хоккей».

## Экранизации
- «Мореплавание Солнышкина» (1980) — мультфильм (реж. Анатолий Петров).
- «Приключения Солнышкина» (1997—2000) — телесериал (реж. А. Клименко, в роли Солнышкина — А. Лойе, Плавали-Знаем — В. Гаркалин, Робинзона — А. Джигарханян, боцмана Буруна — В. Павлов).